# Pšov
Pšov település Csehországban, a Karlovy Vary-i járásban. Pšov Chyše, Žlutice, Štědrá és Manětín településekkel határos. Lakosainak száma 604 fő (2024. január 1.).

## Népesség
A település lakosságának változását az alábbi diagram mutatja:
| Lakosok száma | 1903 | 1758 | 1894 | 889  | 746  | 578  | 579  | 587  | 548  | 604  |
|               | 1869 | 1900 | 1921 | 1961 | 1980 | 2011 | 2016 | 2019 | 2021 | 2024 |